# The Cobweb
The Cobweb (br.: Paixões sem freios / pt.: Paixões sem freio) é um filme de drama estadunidense de 1955, dirigido por Vincente Minnelli para a MGM, com colorido Eastmancolor. O roteiro de John Paxton adaptou para o cinema o romance de 1954 de William Gibson.

## Elenco
- Richard Widmark...Dr. Stewart McIver
- Lauren Bacall...Meg Rinehart
- Charles Boyer...Dr. Devanal
- Gloria Grahame...Karen McIver
- Lillian Gish...Victoria Inch
- John Kerr...Steven W. Holte
- Susan Strasberg...Sue Brett
- Oscar Levant...Senhor Capp
- Tommy Rettig...Mark McIver
- Paul Stewart...Dr. Otto Wolff
- Adele Jergens...Senhorita Cobb
- Mabel Albertson...Regina Mitchell-Smythe
- Fay Wray...Edna Devanal
- Eve McVeagh...Senhora Shirley Irwin

## Sinopse
O Dr. Stewart McIver administra de fato uma clínica psiquiátrica particular mas mantém na aparência como ainda no cargo o Dr. Douglas Devanal, que ao longo dos anos se tornara alcoólico e desinteressado. McIver tem como paciente o jovem artista Steven Holte, com tendências suicidas, enquanto o Dr. Davanal atende ao depressivo Senhor Capp, que perturba os outros internos. As responsabilidades com a administração e os pacientes tomam muito do tempo do Dr. McIver, para irritação de sua esposa, a sedutora Karen. Uma crise começa quando novas cortinas são necessárias para a biblioteca da clínica. A veterana funcionária Victoria Inch se acha responsável pela decoração e entra em atrito com Karen, que deseja escolher ela própria o tecido, com o apoio da proprietária da clínica Regina. Karen acha que será uma forma de participar do trabalho do marido. Alheio a disputa, o Dr. McIver implanta um modelo de autogestão e autoriza o jovem Steven a criar estampas para as novas cortinas, com o apoio da funcionária viúva Meg Rinehart. A disputa se amplia com Karen pedindo o apoio do Dr. Davanal, que acha que ela flerta com ele, enquanto McIver inicia um relacionamento extraconjugal com Meg. Já Steven sofre um surto por achar que seu trabalho com as cortinas está a sofrer de rejeição.

## Música
A trilha sonora foi composta, conduzida e orquestrada por Leonard Rosenman. A música se distingue "por ser a primeira predominantemente dodecafônica a ser elaborada para um filme".
O primeiro lançamento de partes da trilha sonora foi lançada pela MGM Records em LP de 1957. O trabalho completo foi lançado em 2003, pela gravadora Film Score Monthly.

## Recepção
De acordo com os registros da MGM, o filme rendeu 1.385.000 dólares nos Estados Unidos e Canadá e 593.000 dolares nos outros países, resultando numa perda de 1.141.000 dólares.